# Torii Tadamasa
Torii Tadamasa (鳥居 忠政?; 1567 – 2 ottobre 1628) è stato un daimyō giapponese dei periodi  Sengoku ed Edo, appartenente al clan Torii e servitore del clan Tokugawa.

## Biografia
Secondo figlio di Torii Mototada, la madre fu figlia di Katahara Iehiro.
Servitore di Tokugawa Ieyasu, partecipò alla battaglia di Komaki e Nagakute nel 1584 e nel 1586 venne nominato Jyugo-i.
Nel 1600 suo padre Mototada morì nell'assedio di Fushimi e, durante la campagna di Sekigahara, Tadamasa ricevette l'ordine da Ieyasu di servire come difendore del castello di Edo. Dopo la vittoria Tokugawa, Tadamasa venne ricompensato con il feudo di Iwakidaira (Mutsu, 100 000) koku  e in seguito costruì il tempio di Chogen-ji in onore del defunto padre.
Servì nuovamente come difensore del castello di Edo in entrambe le campagne di Osaka.  Nel 1622, dopo che il clan Mogami venne privato dei propri territori per diatribe interne, Tadamasa fu trasferito a nel feudo di Yamagata (Dewa, 220 000 koku). Assieme a Matsudaira Shigetada ebbe il compito di monitorare i daimyō del nord del Giappone.
Morì a Yamagata il 5 settembre 1628 e venne succeduto dal figlio Torii Tadatsune. La sua tomba si trova nel santuario di Egishi-ji a Bunkyō, Tokyo.